# Хутір Гай
Хутір Гай — зупинний пункт Коростенського напрямку Київської дирекції залізничних перевезень Південно-Західної залізниці. Розташований на околиці села Дружня, неподалік також знаходиться село Гай, що й дало назву зупинці.
На карті тарифних відстаней 1970 року платформа позначена як з.п. Чорнобривці.
Платформа розміщується між залізничною станцією Бородянка та зупинним пунктом Загальці. Відстань від станції Київ-Пасажирський — 61 км.
Лінія, на якій розташовано платформа, відкрита 1902 року як складова залізниці Київ — Ковель.
Платформу відкрито у 1974 році, після електрифікації лінії Клавдієво — Тетерів, що відбулася 1968 року.